# Juego de los piratas

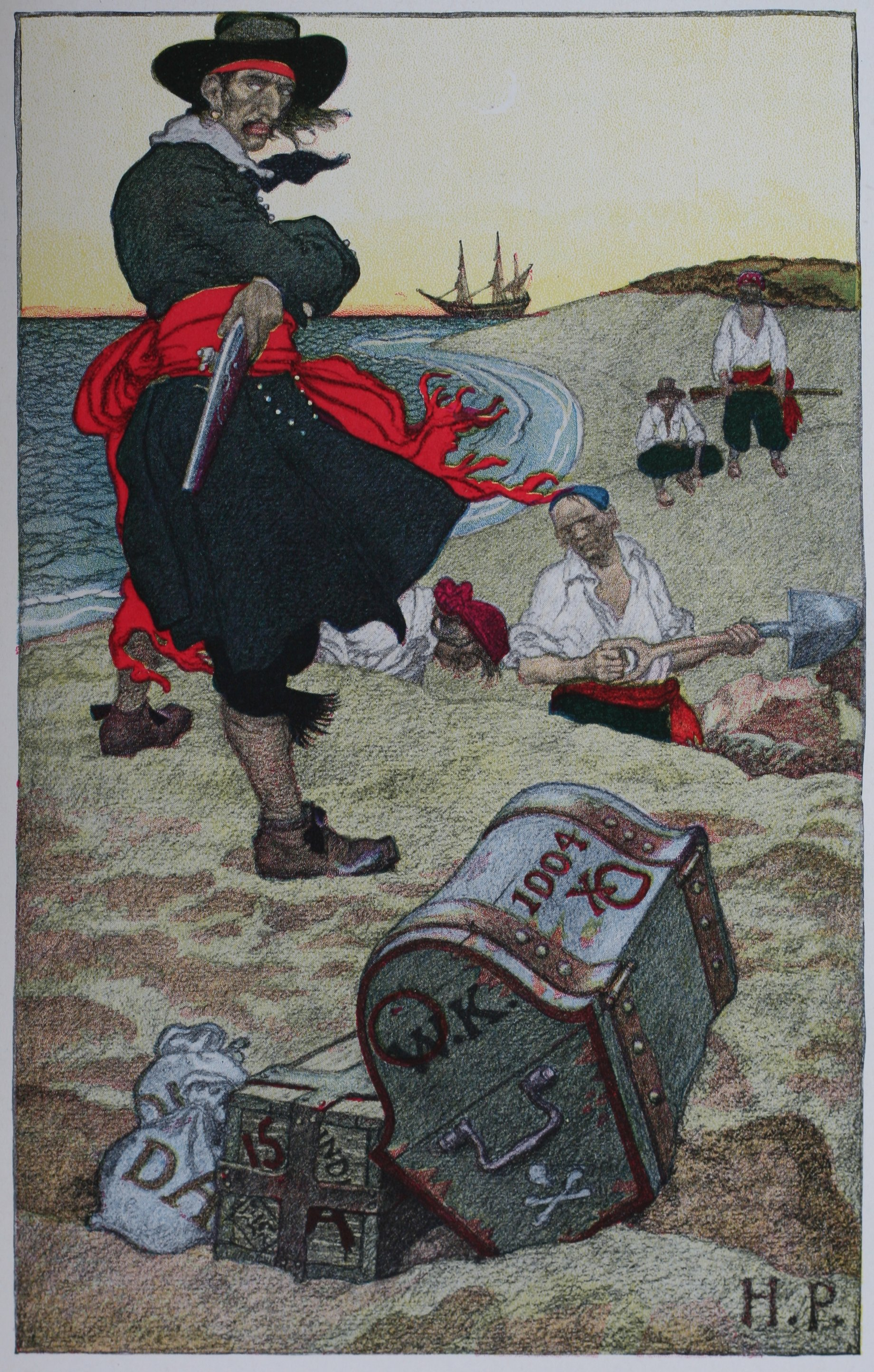
Del Libro de Piratas de Howard Pyle

El juego de los piratas es un juego matemático simple cuyos resultados, si asumimos el modelo Homo economicus del comportamiento humano, pueden ser sorprendentes.  Es una versión multijugador del juego del ultimátum.

## El juego
Hay 5 piratas racionales, A, B, C, D y E, que encuentran 100 monedas de oro. Tienen que decidir cómo distribuirlas entre ellos.
Los piratas tienen un orden de jerarquía (rango) estricto: A es superior a B, quien es superior a C, quien es superior a D, quien es superior a E.
Las reglas de distribución del mundo pirata son las siguientes: el pirata de más alto rango debe proponer una distribución de monedas. Los piratas, incluyendo el proponente, luego votan para aceptar o rechazar esta distribución. En caso de empate,  el proponente tiene el voto de calidad. Si la distribución es aceptada, las monedas se desembolsan y el juego termina. Si no, el proponente es echado por la borda del barco pirata y muere, y el pirata de mayor rango que le sigue en la jerarquía hace una nueva propuesta para empezar el sistema otra vez.
Los piratas basan sus decisiones en tres factores. En primer lugar, cada pirata quiere sobrevivir. Segundo, de sobrevivir, cada pirata quiere maximizar el número de monedas de oro que recibe. Tercero, cada pirata preferiría echar al otro por la borda, si todos los demás resultados fueran iguales. Los piratas no confían entre sí, y ninguno prometerá ni honrará ninguna promesa por fuera del plan de distribución propuesto que le da un número entero de monedas de oro a cada pirata.

## El resultado
Lo que intuitivamente uno esperaría es que el pirata A destine muy poco o incluso nada a sí mismo por miedo a que rechacen su propuesta, dado que echarlo por la borda significa que hay menos piratas para repartirse el botín. Sin embargo, esta intuición está muy lejos del resultado teórico.
Esto es aparente si trabajamos de atrás para adelante: si todos excepto D y E ha sido echados por la borda, D propone 100 para D y 0 para E. Como D tiene el voto de calidad, la asignación resultante es esa.
Si quedan tres (C, D y E) C sabe que D le ofrecerá 0 a E en la ronda próxima; por tanto, C tiene que ofrecer a E sólo 1 moneda en esta ronda para ganarse su voto, y se queda con todo el resto. Por tanto, cuándo quedan sólo tres la asignación es C:99, D:0, E:1.
Si quedan B, C, D y E, B toma en cuenta la posibilidad de ser echado por la borda en su decisión. Para evitar esto, B puede sencillamente ofertar 1 a D. Como B tiene el voto de calidad, el apoyo de D es suficiente. Por ello B propone B:99, C:0, D:1, E:0. Uno podría considerar proponer B:99, C:0, D:0, E:1, dado que E sabe que no será posible conseguir más monedas, de conseguir alguna, si echa a B por la borda. Pero como cada pirata está ansioso por echar al otro por la borda, E preferiría matar a B, para conseguir la misma cantidad de oro de C.
Suponiendo que A sabe todas estas cosas, puede contar con el apoyo de C y E para la siguiente asignación, que es la solución final:
- A: 98 monedas
- B: 0 monedas
- C: 1 moneda
- D: 0 monedas
- E: 1 moneda[2]

Por otro lado, A:98, B:0, C:0, D:1, E:1 u otras variantes no son lo suficientemente buenas, porque D prefería echar a A por la borda para conseguir la misma cantidad de oro de B.

## Extensión
La solución sigue el mismo patrón general para otros números de piratas y/o monedas. Sin embargo, el carácter del juego cambia cuando hay más del doble de piratas que de monedas. Ian Stewart escribió sobre la extensión de Steve Omohundro a un número arbitrario de piratas en la edición de mayo de 1999 de la revista Scientific American y describió el patrón bastante intrincado que emerge en la solución.
Suponiendo hay exactamente 100 piezas de oro, entonces:
- El pirata #201 como capitán sólo puede permanecer vivo si ofrece una moneda de oro a cada uno de los piratas de número impar, sin conservar moneda alguna para él.
- El pirata #202 como capitán sólo puede permanecer vivo si no conserva ninguna moneda y ofrece una a cada uno de los que no recibirían monedas de oro de #201. Por lo tanto,  hay 101 posibles receptores de estas monedas siendo los piratas de número par hasta el 200 y el #201 los beneficiarios del soborno.
- El pirata #203 como capitán no tendrá suficiente oro disponible de sobornar a una mayoría, así que morirá.
- El pirata #204 como capitán tiene el voto asegurado del #203 sin soborno: #203 sólo sobrevivirá si #204 también sobrevive. Por lo tanto, #204 puede confiar en hacerse de 102 votos sobornando sólo a 100 piratas con una moneda de oro para cada uno. La opción más probable es que soborne a los piratas de número impar incluyendo opcionalmente a #202, quién conseguirá nada de #202. Sin embargo, también sería posible sobornar a otros dado que sólo tienen una posibilidad de 100/101 de recibir una moneda de oro del pirata #202.
- Con 205 piratas, todos los piratas salvo el #205 prefieren matar a #205 a no ser que reciban oro, así que #205 está condenado como capitán.
- De modo similar con 206 o 207 piratas, los votos únicos de #205 a #206/7 están asegurados sin oro pero no alcanzan para salvarlos de la muerte, así que #206 y #207 están también condenados.
- Para 208 piratas, los votos de auto-preservación de #205, #206, y #207 sin nada de oro son suficientes para que #208 logre 104 votos y sobreviva.

En general, si G es el número de piezas de oro y N (>2G) es el número de piratas, entonces: 
- Todos los piratas cuyo número es menos de o igual a 2G + M sobrevivirán, donde M es la potencia más alta de 2 que no supere N – 2G.
- Todos los piratas cuyo número supere 2G + M morirán.
- Todos los piratas pirata cuyo número sea más grande que 2G + M/2 no recibirán oro.
- No hay una solución única respecto a quién consigue una moneda de oro y quién no si el número de piratas es 2G+2 o mayor. Una solución sencilla consiste en repartir una moneda de oro a los piratas pares o impares hasta 2G dependiendo de si M es una potencia par o impar de 2.

Otra manera de ver este resultado es notar que el pirata M tendrá el voto de todos los piratas de M/2 a M por auto-preservación, dado que su supervivencia está asegurada sólo con la supervivencia del pirata M. Como el pirata de más jerarquía puede resolver un empate, sólo necesita los votos de la mitad de los piratas por encima de 2G, que sólo ocurre cuando se logra (2G + una potencia de 2).